# Claudio Bustamante
Claudio Sergio Bustamante Aguayo (nacido el 12 de diciembre de 1983) es un entrenador de fútbol peruano y exfutbolista que se desempeñaba como centrocampista. Actualmente es el director técnico del Binacional.

## Carrera
Nacido en Arequipa, Bustamante comenzó jugando en el equipo local del Colegio La Salle antes de ser descubierto por el Melgar, con el cual debutó en el primer equipo en el año 2000. Tras dejar el club en 2006, jugó por Universidad Técnica de Cajamarca, Deportivo Municipal, Sport Áncash y Sportivo Huracán, retirándose con este último en 2011.
Después de su retiro, Bustamante fue asistente técnico en el Cantolao en 2015, y al año siguiente se incorporó al Alianza Lima para dirigir las divisiones menores. En 2019, tras un breve paso por la Universidad César Vallejo como entrenador juvenil, se unió al cuerpo técnico de Roberto Mosquera en el club boliviano Royal Pari como asistente.
Bustamante acompañó a Mosquera en el Binacional y luego en el Sporting Cristal, regresando al Melgar el 17 de febrero de 2023 como asistente técnico permanente del primer equipo. El 22 de abril de 2025, dejó el club y pocas horas después acordó su regreso a Binacional como director técnico.

## Vida personal
El padre de Bustamante, Freddy, también fue futbolista. Jugaba como defensa y representó a Melgar y Sportivo Huracán.